# (34613) 2000 UR13
2000 UR13 (asteroide 34613) é um asteroide Amor. Possui uma excentricidade de 0.38870342 e uma inclinação de 6.16996º.
Este asteroide foi descoberto no dia 27 de outubro de 2000 por Spacewatch em Kitt Peak.